# Medaillenspiegel der Olympischen Sommerspiele 1896

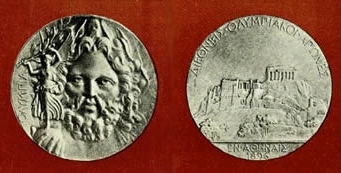
Die Sieger erhielten eine Silbermedaille

Diese Tabelle zeigt den Medaillenspiegel der Olympischen Sommerspiele 1896 in Athen. Die Platzierungen sind nach der Anzahl der gewonnenen Goldmedaillen sortiert, gefolgt von der Anzahl der Silber- und Bronzemedaillen. Weisen zwei oder mehr Länder eine identische Medaillenbilanz auf, werden sie alphabetisch geordnet auf dem gleichen Rang geführt. Dies entspricht dem System, das vom Internationalen Olympischen Komitee (IOC) verwendet wird.

## Medaillenspiegel
| Platz | Mannschaft                 | Silber | Bronze | 3. Platz | Gesamt |
| ----- | -------------------------- | ------ | ------ | -------- | ------ |
| 01    | Vereinigte Staaten (USA)   | 11     | 7      | 2        | 20     |
| 02    | Griechenland (GRE)         | 10     | 18     | 19       | 47     |
| 03    | Deutsches Reich (GER)      | 6      | 5      | 2        | 13     |
| 04    | Frankreich (FRA)           | 5      | 4      | 2        | 11     |
| 05    | Großbritannien (GBR)       | 2      | 3      | 2        | 7      |
| 06    | Ungarn (HUN)               | 2      | 1      | 3        | 6      |
| 07    | Österreich (AUT)           | 2      | 1      | 2        | 5      |
| 08    | Australien (AUS)           | 2      | —      | —        | 2      |
| 09    | Dänemark (DEN)             | 1      | 2      | 3        | 6      |
| 10    | Schweiz (SUI)              | 1      | 2      | —        | 3      |
| 11    | Gemischte Mannschaft (XXZ) | 1      | —      | 1        | 2      |
|       | Gesamt                     | 43     | 43     | 36       | 122    |